# مورغانفيلد
مورغانفيلد (بالإنجليزية: Morganfield, Kentucky)‏ هي مدينة تقع في مقاطعة يونيون (كنتاكي) بولاية كنتاكي في وسط جنوب شرق الولايات المتحدة. تأسست عام 1812، تبلغ مساحة هذه المدينة 5.5 (كم²)، وترتفع عن سطح البحر 134 م، بلغ عدد سكانها 3285 نسمة في عام 2010 حسب إحصاء مكتب تعداد الولايات المتحدة .

## التركيبة السكانية
حدّد مكتب تعداد الولايات المتحدة بيانات التركيبة السكانية لمورغانفيلد في تعداد الولايات المتحدة. في ما يلي، التركيبة السكانية حسب تعدادي 2000 و2010.

### تعداد عام 2000
بلغ عدد سكان مورغانفيلد 3,494 نسمة بحسب تعداد عام 2000، وبلغ عدد الأسر 1,434 أسرة وعدد العائلات 927 عائلة مقيمة في المدينة. في حين سجلت الكثافة السكانية 474.7 نسمة لكل كيلومتر مربع (1,229.5/ميل2). وبلغ عدد الوحدات السكنية 1,581 وحدة بمتوسط كثافة قدره 214.8 لكل كيلومتر مربع (556.3/ميل2).
وتوزع التركيب العرقي للمدينة بنسبة 82.34% من البيض و16.23% من الأمريكيين الأفارقة و0.03% من الأمريكيين الأصليين و0.17% من الأمريكيين ذوي الأصول الآسيوية و0.17% من الأعراق الأخرى و1.06% من عرقين مختلطين أو أكثر و0.86% من الهسبانيون أو اللاتينيون من أي عرق.
بلغ عدد الأسر 1,434 أسرة كانت نسبة 32.3% منها لديها أطفال تحت سن الثامنة عشر تعيش معهم، وبلغت نسبة الأزواج القاطنين مع بعضهم البعض 47.6% من أصل المجموع الكلي للأسر، ونسبة 14.1% من الأسر كان لديها معيلات من الإناث دون وجود شريك،  بينما كانت نسبة 3% من الأسر لديها معيلون من الذكور دون وجود شريكة وكانت نسبة 35.4% من غير العائلات. تألفت نسبة 32.4% من أصل جميع الأسر من عدة أفراد يعيشون في نفس المنزل ونسبة 15.1% كانت تتألف من شخص يعيش بمفرده يبلغ من العمر 65 عاماً أو أكثر. وبلغ متوسط حجم الأسرة المعيشية 2.37، أما متوسط حجم العائلات فبلغ 3.01.
بلغ العمر الوسطي للسكان 38.8 عاماً. وكانت نسبة 24.5% من القاطنين تحت سن الثامنة عشر، وكانت نسبة 9% بين الثامنة عشر والرابعة والعشرين عاماً، ونسبة 24.2% كانت واقعةً في الفئة العمرية ما بين الخامسة والعشرين والرابعة والأربعين عاماً، ونسبة 24.6% كانت ما بين الخامسة والأربعين والرابعة والستين، ونسبة 15% كانت ضمن فئة الخامسة والستين عاماً فما فوق. يوجد لكل 100 أنثى 85.2 ذكر، ويوجد لكل 100 أنثى في الثامنة عشر من عمرها فما فوق 82.0 ذكر.
بلغ متوسط دخل الأسرة في المدينة 38,676 دولارًا، أما متوسط دخل العائلة فبلغ 52,864 دولارًا. وكان متوسط دخل الذكور 32,831 دولارًا مقابل 22,736 دولارًا للإناث. وسجل دخل الفرد الخاص بالمدينة 19,251 دولارًا. وكانت نسبة 9.9% من العائلات ونسبة 12.3% من السكان تحت خط الفقر، وكان من هؤلاء نسبة 19.2% تحت سن الثامنة عشر ونسبة 15.1% في الخامسة والستين من العمر وما فوق.

### تعداد عام 2010
بلغ عدد سكان مورغانفيلد 3,285 نسمة بحسب تعداد عام 2010، وبلغ عدد الأسر 1,354 أسرة وعدد العائلات 855 عائلة مقيمة في المدينة. في حين سجلت الكثافة السكانية 446.3 نسمة لكل كيلومتر مربع (1,155.9/ميل2). وبلغ عدد الوحدات السكنية 1,508 وحدة بمتوسط كثافة قدره 204.9 لكل كيلومتر مربع (530.7/ميل2).
وتوزع التركيب العرقي للمدينة بنسبة 81.19% من البيض و16.13% من الأمريكيين الأفارقة و0.12% من الأمريكيين الأصليين و0.40% من الأمريكيين ذوي الأصول الآسيوية و0.61% من الأعراق الأخرى و1.55% من عرقين مختلطين أو أكثر و1.83% من الهسبانيون أو اللاتينيون من أي عرق.
بلغ عدد الأسر 1,354 أسرة كانت نسبة 31.2% منها لديها أطفال تحت سن الثامنة عشر تعيش معهم، وبلغت نسبة الأزواج القاطنين مع بعضهم البعض 45.6% من أصل المجموع الكلي للأسر، ونسبة 13.8% من الأسر كان لديها معيلات من الإناث دون وجود شريك،  بينما كانت نسبة 3.8% من الأسر لديها معيلون من الذكور دون وجود شريكة وكانت نسبة 36.9% من غير العائلات. تألفت نسبة 32.1% من أصل جميع الأسر من عدة أفراد يعيشون في نفس المنزل ونسبة 14.8% كانت تتألف من شخص يعيش بمفرده يبلغ من العمر 65 عاماً أو أكثر. وبلغ متوسط حجم الأسرة المعيشية 2.35، أما متوسط حجم العائلات فبلغ 2.95.
بلغ العمر الوسطي للسكان 40.3 عاماً. وكانت نسبة 23.7% من القاطنين تحت سن الثامنة عشر، وكانت نسبة 7.4% بين الثامنة عشر والرابعة والعشرين عاماً، ونسبة 24.1% كانت واقعةً في الفئة العمرية ما بين الخامسة والعشرين والرابعة والأربعين عاماً، ونسبة 27.2% كانت ما بين الخامسة والأربعين والرابعة والستين، ونسبة 17.5% كانت ضمن فئة الخامسة والستين عاماً فما فوق. وتوزع التركيب الجنسي للسكان بنسبة 46.6% ذكور و53.4% إناث.

## أعلام
- هنري ديكسون ألين
- إد جونسون
- دون كيسي
- إيرل كليمنتس
- لاري جونسون
- أورمسبي إم ميتشل

## وصلات خارجية
- www.morganfieldkentucky.com
- The US50 - Cities and Towns in Kentucky State